# Armand Forchério
Armand Forchério (Mónaco, 1 de marzo de 1941) es un exjugador y gerente del AS Monaco FC, un equipo de fútbol que juega en la Ligue 1 de Francia. Es monegasco y el único gestor de Mónaco siempre en el club.